# Фільмографія Гаррісона Форда

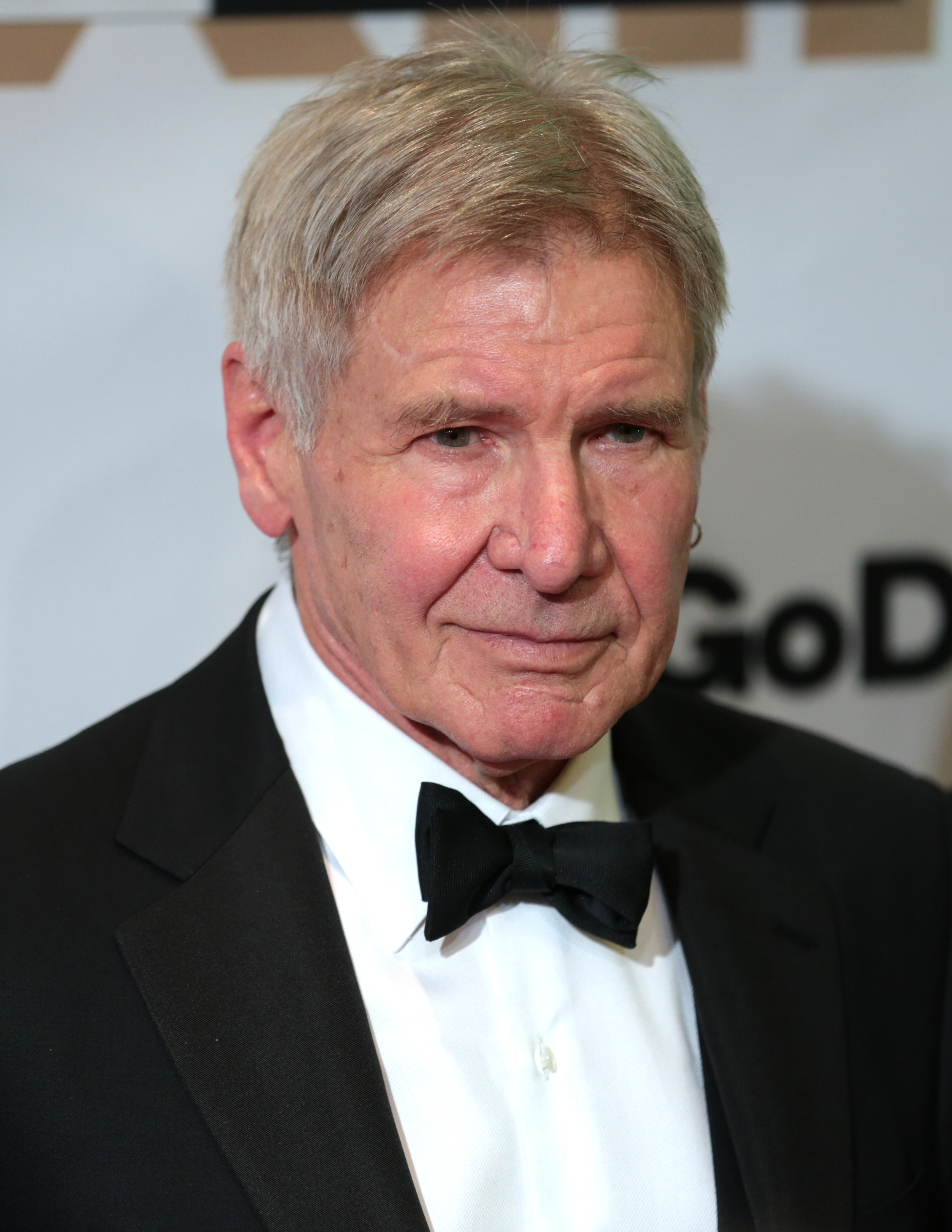
Форд у березні 2017 року

Гаррісон Форд — американський актор, який провів довгу та різноманітну кар’єру в індустрії розваг протягом семи різних десятиліть. Форд дебютував у кіно в 1966 році та провів більшу частину перших десяти років своєї кар'єри в невеликих допоміжних ролях як у фільмах, так і на телебаченні, перш ніж піднятися до слави завдяки зображенню культового і героїчного персонажа Хана Соло в епічних фільмах-космічних операх "Зоряні війни"  (1977), «Імперія завдає удару у відповідь» (1980), «Повернення джедая» (1983), а потім знову через 32 роки в «Пробудженні сили» (2015) і «Повстання Скайвокера» (2019). На початку 1980-х років його кар’єра злетіла ще більше, коли він отримав головну роль іншого героїчного персонажа Індіани Джонса в пригодницькому фільмі «Розкрадачі втраченого ковчега» (1981), роль, яку він повторив у «Храмі долі» (1984), Останній хрестовий похід (1989), Королівство кришталевого черепа (2008) і Циферблат Долі (2023). Він також відомий образ двох літературних персонажів, виведених на кіноекран: детектива-антигероя Ріка Декарда в науково-фантастичному фільмі-антиутопії «Той, що біжить по лезу » (1982) та його продовженні 35 років потому «Той, що біжить по лезу 2049» (2017) та аналітика ЦРУ Джека Райана у шпигунських трилерах «Ігри патріотів» (1992) і «Явна небезпека» (1994).
Форд також зіграв невелику роль у відомому військовому фільмі «Апокаліпсис сьогодні» в 1979 році, перш ніж стати високопоставленою кінозіркою в головних ролях у 1980-х і 1990-х роках у таких фільмах, як романтичний драматичний трилер « Свідок » з Келлі Макгілліс, за який він отримав Академію Номінація на премію за найкращу чоловічу роль : романтична комедійна драма « Робоча дівчина » з Мелані Гріффіт і Сігурні Вівер, драма про відновлення «З приводу Генрі» з Аннет Бенінг, гостросюжетний трилер «Людина-втікач » з Томмі Лі Джонсом і романтичний Комедійно-драматичний ремейк «Сабріна» з Джулією Ормонд, який отримав номінації на «Золотий глобус» за останні два фільми.
У 1997 році Форд знявся в ролі вигаданого президента США Джеймса Маршалла разом з Гарі Олдманом у політичному бойовику «Повітряний Форс Один», а потім продовжив роль капітана російського підводного човна Олексія Вострікова разом із Ліамом Нісоном у трилері часів холодної війни «К-19: Вдовець». у 2002 році, фільм, заснований на реальних подіях, в якому він також був виконавчим продюсером. Протягом 2000-х і 2010-х років він продовжував урізноманітнювати свій вибір ролей, змінившись від виконавця головної ролі до актора персонажа з такими ролями, як сварливий журналіст Майк Померой у романтичній комедії «Ранкова слава» з Рейчел МакАдамс і Дайан Кітон, полковник Вудро Долархайд у науково-фантастичному фільмі, вестерн-гібрид «Ковбої та прибульці » з Деніелом Крейгом, реальний генеральний менеджер «Бруклін Доджерс» Бранч Рікі в історичній спортивній драмі «42» з Чедвіком Боузманом у ролі Джекі Робінсона, безглуздий полковник Гайрам Графф у науково-фантастичній екранізації роману Орсона Скотта Карда «Гра Ендера» з Беном Кінгслі та Віолою Девіс та пораненим старіючим коханцем Вільямом Джонсом у романтичній драмі «Століття Адалін» з Блейк Лайвлі та Елен Берстін. У 2019 році Форд вперше озвучив мультфільм «Таємне життя домашніх тварин 2», а в 2020 році знявся в ролі Джона Торнтона в екранізації роману Джека Лондона «Поклик дикої природи» 1903 року. У 2022 році було оголошено, що студія Marvel вибрала Форда замість покійного Вільяма Херта на роль Тадеуса «Громовержця» Росса у фільмах «Капітан Америка: Дивний новий світ » і «Громовики», що вийдуть у 2024 році, дія яких відбувається у кінематографічному всесвіті Marvel.
Крім повнометражних фільмів і телевізійних фільмів, Форд також виступав оповідачем і брав участь у кількох документальних фільмах.

## Фільмографія
| Рік  | Назва                                           | Роль                       | Примітки                        | Посилання     |
| ---- | ----------------------------------------------- | -------------------------- | ------------------------------- | ------------- |
| 1967 | Час для вбивства                                | Лейтенант Шаффер           | Позначений як Гаррісон Дж. Форд |               |
| 1968 | Подорож до Шило                                 | Віллі Білл Берден          |                                 |               |
| 1970 | Стаючи прямим                                   | Джейк                      |                                 |               |
| 1973 | Американські графіті                            | Боб Фальфа                 |                                 | [ 1 ]         |
| 1974 | Розмова                                         | Мартін Стетт               |                                 | [ 1 ]         |
| 1977 | Зоряні війни: Нова надія                        | Хан Соло                   |                                 | [ 1 ]         |
| 1977 | Герої                                           | Кен Бойд                   |                                 |               |
| 1978 | Загін 10 з Наварон                              | Барнсбі                    |                                 |               |
| 1979 | Ганноверська вулиця                             | Девід Хеллоран             |                                 |               |
| 1979 | Апокаліпсис сьогодні                            | Полковник Лукас            |                                 | [ 1 ]         |
| 1979 | Малюк Фріско                                    | Томмі                      |                                 |               |
| 1980 | Зоряні війни: Імперія завдає удару у відповідь  | Хан Соло                   |                                 | [ 1 ]         |
| 1981 | Індіана Джонс: У пошуках втраченого ковчега     | Індіана Джонс              |                                 | [ 2 ]         |
| 1982 | Той, що біжить по лезу                          | Декард                     |                                 | [ 2 ]         |
| 1983 | Зоряні війни: Повернення джедая                 | Хан Соло                   |                                 | [ 2 ]         |
| 1984 | Індіана Джонс і Храм Долі                       | Індіана Джонс              |                                 |               |
| 1985 | Свідок                                          | Джон Бук                   |                                 | [ 1 ] [ 3 ]   |
| 1986 | Москітний Берег                                 | Аллі Фокс                  |                                 |               |
| 1988 | Несамовитий                                     | Доктор Річард Вокер        |                                 |               |
| 1988 | Ділова дівчина                                  | Джек Трейнер               |                                 | [ 1 ]         |
| 1989 | Індіана Джонс і останній хрестовий похід        | Індіана Джонс              |                                 | [ 1 ]         |
| 1990 | Вважається невинним                             | Расті Сабич                |                                 |               |
| 1991 | Щодо Генрі                                      | Генрі Тернер               |                                 |               |
| 1992 | Ігри патріотів                                  | Джек Райан                 |                                 | [ 1 ]         |
| 1993 | Утікач                                          | Доктор Річард Кімбл        |                                 | [ 1 ]         |
| 1994 | Пряма та очевидна загроза                       | Джек Райан                 |                                 | [ 1 ]         |
| 1995 | Сабріна                                         | Лінус Ларабі               |                                 | [ 5 ]         |
| 1997 | Власність диявола                               | Том О'Міра                 |                                 |               |
| 1997 | Літак президента                                | Президент Джеймс Маршалл   |                                 | [ 1 ] [ 6 ]   |
| 1998 | Шість днів, сім ночей                           | Квін Гарріс                |                                 |               |
| 1999 | Випадкові серця                                 | Голландець Ван Ден Брок    |                                 |               |
| 2000 | Що приховує брехня                              | Норман Спенсер             |                                 |               |
| 2002 | К-19                                            | капітан Олексій Востріков  | Також виконавчий продюсер       |               |
| 2003 | Голлівудське вбивство                           | Сержант Джо Гавілан        |                                 |               |
| 2004 | Від води до вина                                | Джетро водій автобуса      | Відео                           |               |
| 2006 | Брандмауер                                      | Джек Стенфілд              |                                 |               |
| 2008 | Індіана Джонс і королівство кришталевого черепа | Індіана Джонс              |                                 |               |
| 2009 | Перетинаючи кордон                              | Макс Броган                |                                 |               |
| 2010 | Крайні заходи                                   | Доктор Стоунхілл           | Також виконавчий продюсер       |               |
| 2010 | Ранковий підйом                                 | Майк Померой               |                                 |               |
| 2011 | Ковбої проти прибульців                         | Вудро Долархайд            |                                 |               |
| 2013 | 42                                              | Бранч Рікі                 |                                 | [ 1 ]         |
| 2013 | Параноя                                         | Джок Годдард               |                                 |               |
| 2013 | Ігри Ендера                                     | Полковник Графф            |                                 |               |
| 2013 | Телеведучий 2: Легенда продовжується            | Мак Таннен                 |                                 |               |
| 2014 | Нестримні 3                                     | Барабанщик                 |                                 | [ 7 ]         |
| 2015 | Епоха Адаліни                                   | Вільям Джонс               |                                 | [ 8 ]         |
| 2015 | Зоряні війни: Пробудження сили                  | Хан Соло                   |                                 | [ 9 ]         |
| 2017 | Той, хто біжить по лезу 2049                    | Рік Декард                 |                                 | [ 10 ]        |
| 2019 | Секрети домашніх тварин 2                       | Півень                     | Голос                           | [ 11 ] [ 12 ] |
| 2019 | Зоряні війни: Скайвокер. Сходження              | Хан Соло                   | Не зазначений                   | [ 12 ]        |
| 2020 | Поклик дикої природи                            | Джон Торнтон               |                                 | [ 13 ]        |
| 2023 | Індіана Джонс і реліквія долі                   | Індіана Джонс              |                                 | [ 14 ]        |
| 2024 | Капітан Америка: Прекрасний новий світ          | Тадеус «Громовержець» Росс | Пост-продакшн                   | [ 15 ]        |

## Документальні фільми
| Рік  | Назва                                                  | Роль                              | Примітки |               |
| ---- | ------------------------------------------------------ | --------------------------------- | -------- | ------------- |
| 1995 | Світ Жака Демі                                         | Себе                              |          | [ 16 ]        |
| 1996 | Безсмертний бобер                                      | Себе                              |          | [ 17 ]        |
| 2004 | Імперія мрій: історія трилогії "Зоряні війни".         | Себе                              |          |               |
| 2007 | Ренесанс Далай Лами                                    | Оповідач                          |          | [ 18 ]        |
| 2013 | Дрю: Людина за плакатом                                | Себе                              |          |               |
| 2013 | Міліус                                                 | Себе                              |          | [ 19 ]        |
| 2014 | Flying the Feathered Edge: The Bob Hoover Project      | Себе                              |          | [ 20 ]        |
| 2015 | Життя в епоху літаків                                  | Оповідач                          |          | [ 21 ] [ 22 ] |
| 2017 | Токсична головоломка - полювання на прихованого вбивцю | Оповідач                          |          | [ 23 ]        |
| 2017 | Спілберг                                               | Себе                              |          |               |
| 2017 | Джоан Дідіон: Центр не втримається                     | Себе                              |          |               |
| 2019 | Армстронг                                              | Оповідач (слова Ніла Армстронга ) |          | [ 24 ] [ 25 ] |

## Телебачення
| Рік          | Назва                                                | Роль                                   | Примітки                                         |        |
| ------------ | ---------------------------------------------------- | -------------------------------------- | ------------------------------------------------ | ------ |
| 1967         | Вірджинський                                         | Молодий власник ранчо / Каллен Тіндалл | 2 епізоди                                        |        |
| 1967         | Айронсайд                                            | Том Стоу                               | Епізод: "Минуле - це пролог"                     |        |
| 1969         | Мій друг Тоні                                        | Себе                                   | Епізод: "Дедівщина"                              |        |
| 1969         | ФБР                                                  | Еверетт Джайлз / Глен Реверсон         | 2 епізоди                                        |        |
| 1969         | Любов, американський стиль                           | Роджер Крейн                           | Епізод: «Любов і колишній шлюб»                  |        |
| 1970         | Зловмисники                                          | Карл                                   | Телефільм, знятий у 1967 році                    |        |
| 1971         | Ден Август                                           | Hewett                                 | Епізод: "The Manufactured Man"                   |        |
| 1972–1973    | Гарматний дим                                        | Хобей / Друк                           | 2 епізоди                                        |        |
| 1974         | Кунг-фу                                              | Містер Гаррісон                        | Епізод: "Crossties"                              |        |
| 1974         | Петрокеллі                                           | Том Бранніган                          | Епізод: "На межі зла"                            |        |
| 1975         | Вирок: військовий суд над лейтенантом Вільямом Каллі | Френк Краудер                          | Телевізійний фільм                               | [ 1 ]  |
| 1976         | Династія                                             | Марк Блеквуд                           | Телевізійний фільм                               |        |
| 1978         | Одержимі                                             | Пол Вінджам                            | Телевізійний фільм                               |        |
| 1978         | Спеціальне свято Зоряних воєн                        | Хан Соло                               | Телевізійний фільм                               |        |
| 1993         | Хроніки молодого Індіани Джонса                      | Індіана Джонс                          | Епізод: «Молодий Індіана Джонс і таємниця блюзу» |        |
| 1997         | Лінія фронту                                         | Оповідач                               | Епізод: "Загублений американець"                 |        |
| 2014         | Природа говорить                                     | Океан                                  | Озвучення, епізод: "Океан"                       |        |
| 2022–дотепер | 1923                                                 | Джейкоб Даттон                         | Головна роль                                     |        |
| 2023–тепер   | скорочення                                           | Доктор Пол Роудс                       | Головна роль                                     | [ 26 ] |

## Відео ігри
| Рік  | Назва                               | Роль             |        |
| ---- | ----------------------------------- | ---------------- | ------ |
| 2016 | Лего Зоряні війни: Пробудження сили | Хан Соло (голос) | [ 27 ] |

## Музичні кліпи
| Рік  | Назва                                             | роль |  |
| ---- | ------------------------------------------------- | ---- |  |
| 2008 | Джиммі Кіммел і Бен Аффлек: Я трахаю Бена Аффлека | Себе |  |

## Аудіо компакт-диски
| Рік  | Назва                                                               | Роль голосу          |  |
| ---- | ------------------------------------------------------------------- | -------------------- |  |
| 1998 | Нові шати імператора: зірковий ілюстрований переказ класичної казки | Чоловік-злодій Вівер |  |

## Зовнішні посилання
- Harrison Ford на сайті IMDb (англ.)